# Congonhinhas
Congonhinhas este un oraș în Paraná (PR), Brazilia.